# Natação nos Jogos Olímpicos de Verão de 2016 - 400 m livre feminino
A competição dos 400 metros livre feminino da natação nos Jogos Olímpicos de Verão de 2016 foi disputada no dia  7 de agosto no Estádio Aquático Olímpico.

## Medalhistas
| Ouro   | USA Katie Ledecky |
| Prata  | GBR Jazmin Carlin |
| Bronze | USA Leah Smith    |

## Recordes
Antes desta competição, os recordes mundiais e olímpicos da prova eram os seguintes:
| Tipo | Atleta         | Tempo   | Local      | Data                 |
| ---- | -------------- | ------- | ---------- | -------------------- |
|      | Katie Ledecky  | 3:58.37 | Gold Coast | 23 de agosto de 2014 |
|      | Camille Muffat | 4:01.45 | Londres    | 29 de julho de 2012  |

Os seguintes recordes mundiais ou olímpicos foram estabelecidos durante esta competição:
| Data        | Evento        | Atleta            | Tempo   | Notas            |
| ----------- | ------------- | ----------------- | ------- | ---------------- |
| 7 de agosto | Eliminatórias | USA Katie Ledecky | 3:58.71 | Recorde olímpico |
| 7 de agosto | Final         | USA Katie Ledecky | 3:56.46 | ,                |

## Resultados

### Eliminatórias
| Pos. | Elim. | Raia | Nadadora              | CON                | Tempo   | Notas            |
| ---- | ----- | ---- | --------------------- | ------------------ | ------- | ---------------- |
| 1    | 4     | 4    | Katie Ledecky         | USA Estados Unidos | 3:58.71 | Q,               |
| 2    | 3     | 3    | Jazmin Carlin         | GBR Grã-Bretanha   | 4:02.83 | Q                |
| 3    | 3     | 4    | Leah Smith            | USA Estados Unidos | 4:03.39 | Q                |
| 4    | 4     | 6    | Coralie Balmy         | FRA França         | 4:03.40 | Q                |
| 5    | 3     | 6    | Brittany MacLean      | CAN Canadá         | 4:03.43 | Q,               |
| 6    | 3     | 5    | Jessica Ashwood       | AUS Austrália      | 4:03.58 | Q                |
| 7    | 4     | 3    | Boglárka Kapás        | HUN Hungria        | 4:04.11 | Q                |
| 8    | 4     | 1    | Tamsin Cook           | AUS Austrália      | 4:04.36 | Q                |
| 9    | 2     | 5    | Zhang Yuhan           | CHN China          | 4:06.30 |                  |
| 10   | 2     | 4    | Sarah Köhler          | GER Alemanha       | 4:06.55 |                  |
| 11   | 2     | 3    | Lotte Friis           | DEN Dinamarca      | 4:07.13 |                  |
| 12   | 1     | 4    | Chihiro Igarashi      | JPN Japão          | 4:07.52 |                  |
| 13   | 1     | 3    | Joanna Evans          | BAH Bahamas        | 4:07.60 | Recorde nacional |
| 14   | 4     | 2    | Lauren Boyle          | NZL Nova Zelândia  | 4:07.90 |                  |
| 15   | 3     | 2    | Mireia Belmonte       | ESP Espanha        | 4:08.12 |                  |
| 16   | 2     | 6    | Andreina Pinto        | VEN Venezuela      | 4:08.34 |                  |
| 17   | 3     | 8    | Melani Costa          | ESP Espanha        | 4:08.96 |                  |
| 18   | 4     | 8    | Anja Klinar           | SLO Eslovênia      | 4:09.07 |                  |
| 19   | 4     | 5    | Sharon van Rouwendaal | NED Países Baixos  | 4:11.44 |                  |
| 20   | 2     | 8    | Arina Openysheva      | RUS Rússia         | 4:11.83 |                  |
| 21   | 2     | 2    | Ajna Késely           | HUN Hungria        | 4:12.40 |                  |
| 22   | 3     | 1    | Alice Mizzau          | ITA Itália         | 4:14.20 |                  |
| 23   | 1     | 6    | Katarina Simonović    | SRB Sérvia         | 4:15.57 |                  |
| 24   | 1     | 2    | Kristel Köbrich       | CHI Chile          | 4:16.07 |                  |
| 25   | 2     | 7    | Emily Overholt        | CAN Canadá         | 4:16.24 |                  |
| 26   | 2     | 1    | Nguyễn Thị Ánh Viên   | VIE Vietnã         | 4:16.32 |                  |
| 27   | 4     | 7    | Diletta Carli         | ITA Itália         | 4:17.15 |                  |
| 28   | 3     | 7    | Cao Yue               | CHN China          | 4:19.57 |                  |
| 29   | 1     | 5    | Valerie Gruest        | GUA Guatemala      | 4:19.58 |                  |
| 30   | 1     | 7    | Lani Cabrera          | BAR Barbados       | 4:28.95 |                  |
| 31   | 1     | 8    | Gabriella Doueihy     | LIB Líbano         | 4:31.21 |                  |
| 32   | 1     | 1    | Rebeca Quinteros      | ESA El Salvador    | 4:52.11 |                  |

### Final
| Pos.              | Raia | Nadadora         | CON                | Tempo   | Notas            |
| ----------------- | ---- | ---------------- | ------------------ | ------- | ---------------- |
| Medalha de ouro   | 4    | Katie Ledecky    | USA Estados Unidos | 3:56.46 | ,                |
| Medalha de prata  | 5    | Jazmin Carlin    | GBR Grã-Bretanha   | 4:01.23 |                  |
| Medalha de bronze | 3    | Leah Smith       | USA Estados Unidos | 4:01.92 |                  |
| 4                 | 1    | Boglárka Kapás   | HUN Hungria        | 4:02.37 | Recorde nacional |
| 5                 | 2    | Brittany MacLean | CAN Canadá         | 4:04.69 |                  |
| 6                 | 8    | Tamsin Cook      | AUS Austrália      | 4:05.30 |                  |
| 7                 | 7    | Jessica Ashwood  | AUS Austrália      | 4:05.68 |                  |
| 8                 | 6    | Coralie Balmy    | FRA França         | 4:06.98 |                  |

Legenda
| Recorde mundial      | Recorde mundial (World record)               |                       | Recorde africano                      | Recorde africano (African) |                                           | Q | Classificado por posição (Qualified) |
| Recorde olímpico     | Recorde olímpico (Olympic record)            | Recorde da América    | Recorde da América (Americas)         | q                          | Classificado por melhor tempo (Qualified) |   |                                      |
| Melhor marca do ano  | Melhor marca do ano (World leading)          | Recorde asiático      | Recorde asiático (Asian)              | DNS                        | Não largou (Did not start)                |   |                                      |
| Recorde nacional     | Recorde nacional (National record)           | Recorde europeu       | Recorde europeu (European)            | DNF                        | Não terminou (Did not finish)             |   |                                      |
| Recorde pessoal      | Recorde pessoal do atleta (Personal best)    | Recorde da Oceania    | Recorde da Oceania (Oceania)          | DSQ / DQ                   | Desclassificado (Disqualified)            |   |                                      |
| Recorde da temporada | Recorde da temporada do atleta (Season best) | Recorde sul-americano | Recorde sul-americano (South America) | NM                         | Sem marca (No mark)                       |   |                                      |